# Platychelus conformis
Platychelus conformis är en skalbaggsart som beskrevs av Louis Albert Péringuey 1902. Platychelus conformis ingår i släktet Platychelus och familjen Melolonthidae. Inga underarter finns listade i Catalogue of Life.